# Clear River Racing

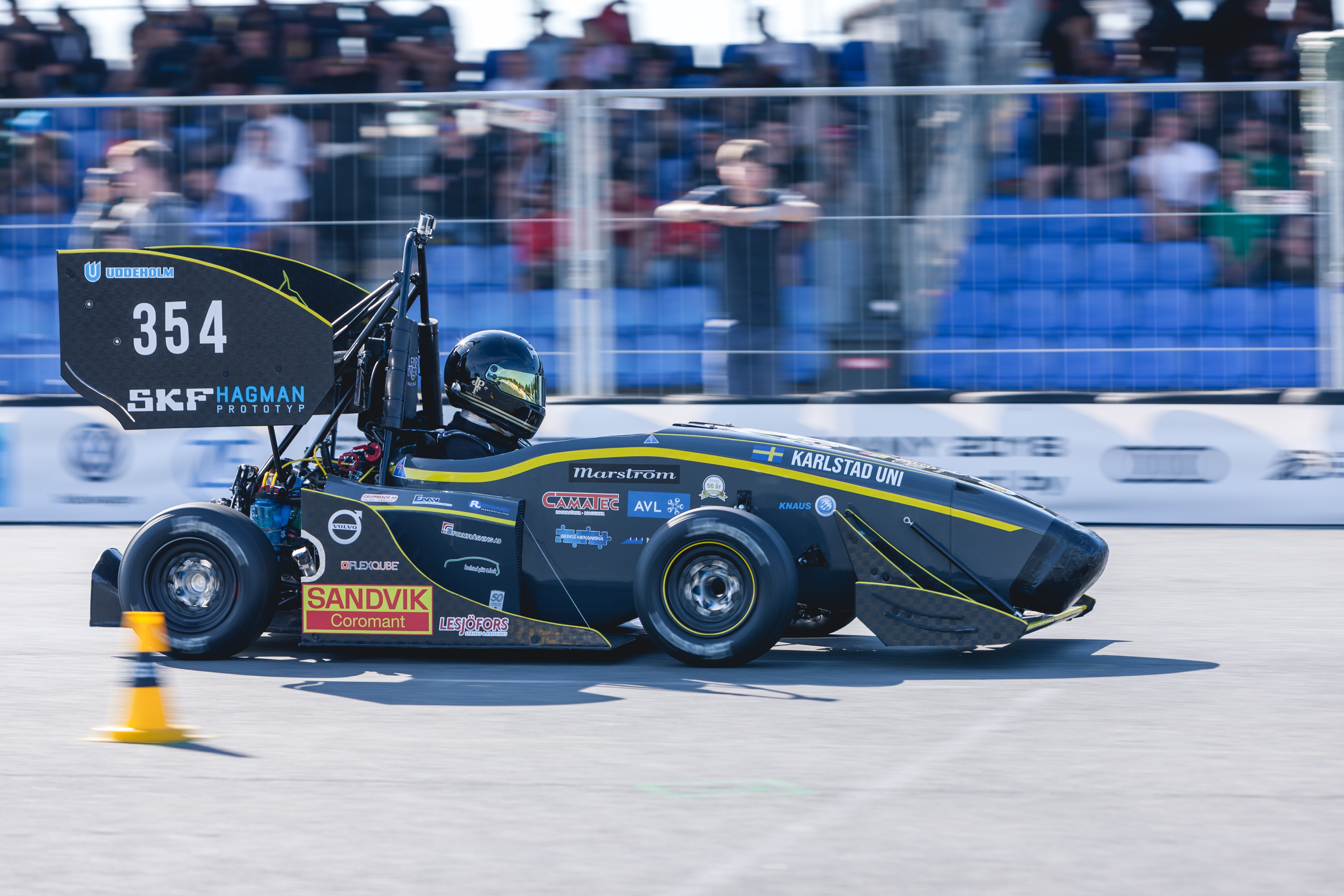
CRR during the endurance event at FSG 2018

Clear River Racing grundades 2007 av Karlstads universitets och är deras Formula Student-team. Formula Student är världens största ingenjörstävling där studenter designar och bygger en racingbil för att tävla i statiska och dynamiska moment. Clear River Racing driver projektet i form av ett team som ombildas varje år för att ge studenterna möjlighet att utveckla sina teoretiska och praktiska kunskaper. Teamet består av cirka 40 studenter, främst blivande ingenjörer, och har drivits i 15 år i rad.
Projektet innefattar design av bilen under hösten, med tillverkning och montering som påbörjas under våren. Sedan tävlar bilen under sommaren. Tidigare har Clear River Racing deltagit i FSUK (Formula Student United Kingdom) på Silverstone i England, och har totalt medverkat i tävlingen 10 gånger sedan 2008. Teamet har vanligtvis placerat sig i den övre halvan av deltagande team och deras bästa placering var en 3:e plats år 2017. Dock missade de tävlingen år 2014 på grund av tekniska problem.
Clear River Racing har också deltagit i Baltic Open, en inofficiell tävling inom Formula Student. År 2010 lyckades teamet placera sig på en 3:e plats, vilket gav dem möjligheten att arrangera evenemanget året därpå, 2011.

## Placeringar genom tiderna
| År   | Tävling | Klass | Placering | Antal deltagande team |
| ---- | ------- | ----- | --------- | --------------------- |
| 2008 | FSUK    | CV    | 61        | 72                    |
| 2009 | FSUK    | CV    | 17        | 78                    |
| 2010 | FSUK    | CV    | 28        | 72                    |
| 2011 | FSUK    | CV    | 17        | 77                    |
| 2012 | FSUK    | CV    | 29        | 97                    |
| 2013 | FSUK    | CV    | 19        | 103                   |
| 2014 | FSUK    | CV    | -         | -                     |
| 2015 | FSUK    | CV    | 15        | 92                    |
| 2016 | FSUK    | CV    | 41        | 106                   |
| 2017 | FSUK    | CV    | 3         | 62                    |
| 2018 | FSA     | CV    | 34        | 46                    |
| 2018 | FSG     | CV    | 53        | 58                    |
| 2019 | FSC     | CV    | 29        | 33                    |
| 2022 | FSUK    | EV    | 29        | 54                    |
| 2023 | FSUK    | EV    | 31        | 63                    |

Teamet tävlade inom klassen CV (Combustion Vehicle) mellan 2008 och 2019 även känd som förbränningsmotor-klassen. 2020 byggdes den sista förbränningsbilen, men tävlades ej pga Covid-19 pandemin. År 2021 var första gången teamet byggde en elektrisk fordon och 2022 var första gången teamet tävlade med inom EV (Electric Vehicle) klassen.